# Effetto allucinante
Effetto allucinante (Rush) è un film del 1991 diretto da Lili Fini Zanuck e interpretato da Jason Patric, Jennifer Jason Leigh e Sam Elliott.